# Clicker training

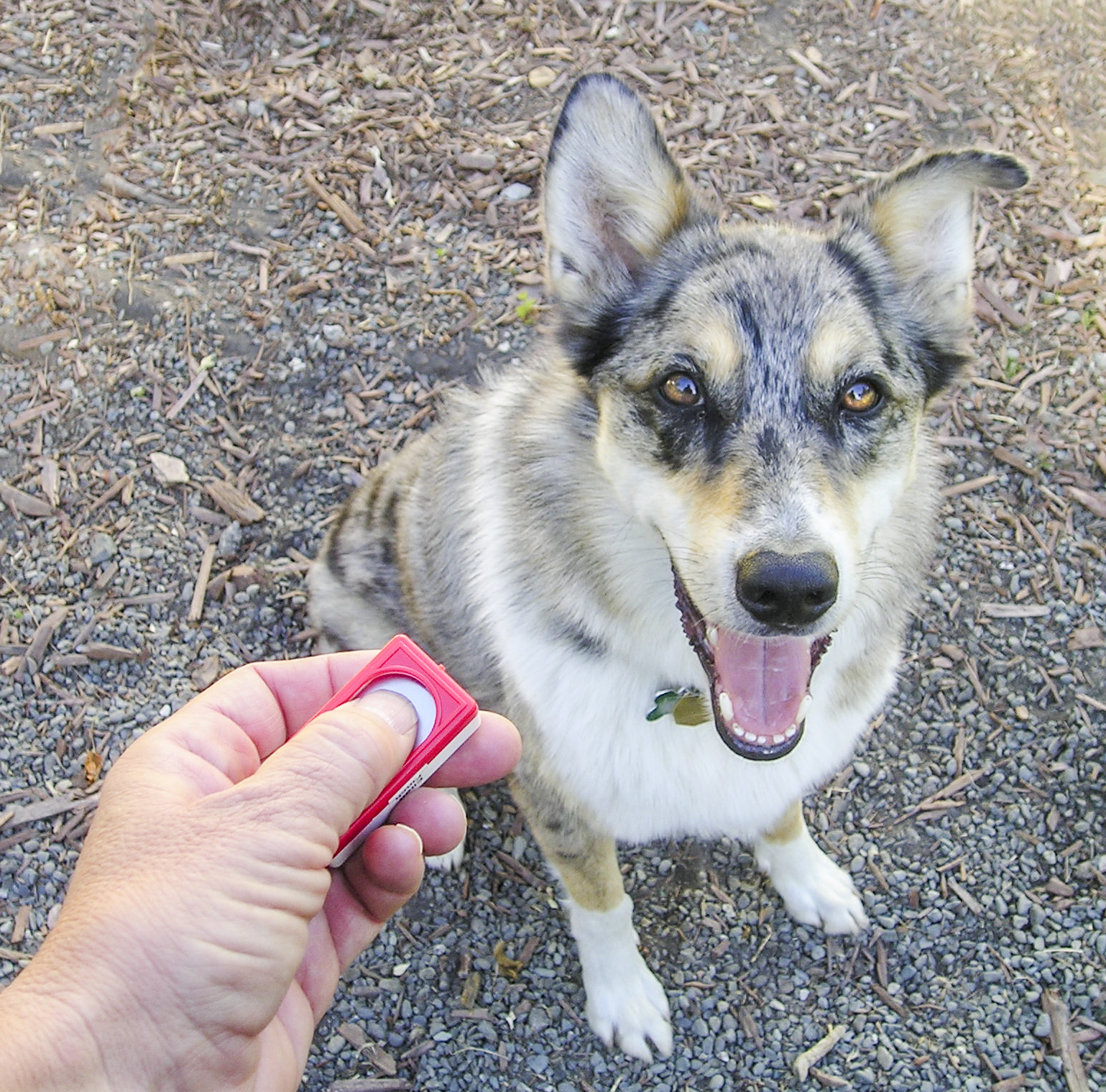
Éducation d'un chien au clicker.

Le clicker training est une méthode d’entraînement animalier par renforcement positif, basée sur un stimulus conditionné (le clicker) en conditionnement classique. Afin d’apprendre par conditionnement opérant. Ce système utilise des renforçateurs conditionnés, que le dresseur peut appliquer plus rapidement et plus précisément que des renforçateurs primaires comme la nourriture. Le terme « clicker » vient d'un petit criquet en métal, adapté d'un jouet d'enfant, que le dresseur utilise pour marquer précisément le comportement souhaité. Lors de l'apprentissage d'un nouveau comportement, le clicker aide l'animal à identifier rapidement le comportement précis qui lui donne la friandise. Cette technique est populaire auprès des dresseurs de chiens, mais peut être utilisée pour tous les types d'animaux domestiques et sauvages.
Parfois, au lieu d'un clic pour marquer le comportement souhaité, d'autres sons distinctifs sont émis (comme un « sifflement, un clic de langue, un claquement de doigts ou même un mot »)  ou des signaux visuels ou sensoriels (comme une lampe de poche, un signe de la main ou un collier vibrant), particulièrement utiles pour les animaux sourds.

## Histoire
BF Skinner a été le premier à identifier et à décrire les principes du conditionnement opérant utilisés dans le clicker training,. Deux étudiants de Skinner, Marian Kruse et Keller Breland, ont travaillé avec lui sur des recherches sur le comportement des pigeons et des projets de formation pendant la Seconde Guerre mondiale, lorsque les pigeons apprenaient à « lancer une balle » (pousser une balle avec leur bec). Ils pensaient que le dressage traditionnel des animaux était inutilement entravé parce que les méthodes de louange et de récompense alors utilisées n'informaient pas l'animal du succès avec suffisamment de rapidité et de précision pour créer les connexions cognitives nécessaires à un apprentissage rapide. Ils ont vu le potentiel d’utiliser la méthode de conditionnement opérationnel dans le dressage commercial des animaux. Les deux hommes se marièrent plus tard et créèrent en 1947 Animal Behavior Enterprises (ABE), « la première entreprise commerciale de dressage d'animaux à intégrer intentionnellement et systématiquement les principes de l'analyse du comportement et du conditionnement opérant dans le dressage des animaux ».
Les Breland ont inventé le terme « stimulus de pont » dans les années 1940 pour désigner la fonction d'un renforçateur secondaire tel qu'un sifflement ou un clic. L'ABE a poursuivi ses activités jusqu'en 1990, avec l'aide de Bob Bailey après la mort de Keller Breland en 1965. Ils rapportent avoir dressé plus de 15 000 animaux et plus de 150 espèces au cours de leur période d'activité. Leurs méthodes positives contrastaient avec le dressage traditionnel utilisant des méthodes aversives telles que les chaînes étrangleuses, les colliers à pointes, le claquement de laisse, le pincement des oreilles, le « roulement alpha », le collier électrique, l'aiguillon à éléphant, les aiguillons à bétail, et l'écrasement des éléphants.
Bien que les Breland aient essayé de promouvoir le clicker training pour les chiens dans les années 1940 et 1950, et que la méthode ait été utilisée avec succès dans les zoos et pour le dressage des mammifères marins, la méthode n'a pas réussi à s'imposer pour les chiens avant la fin des années 1980 et le début des années 1990. En 1992, les dresseurs d'animaux Karen Pryor et Gary Wilkes ont commencé à donner des séminaires de formation au clicker aux propriétaires de chiens,. En 1998, Alexandra Kurland a publié « Clicker Training For Your Horse », qui rejetait l'entraînement des chevaux qui utilise des méthodes aversives telles que le débourrage et l'utilisation de l'éperon, du mors (cheval), de la cravache (outil) et de la longe avec une cravache Dans les années 1990, de nombreux zoos utilisaient l'entraînement au clicker pour l'élevage des animaux car avec cette méthode, ils n'avaient pas besoin d'utiliser la force ou les médicaments. Ils pourraient être déplacés vers des enclos différents ou recevoir des traitements vétérinaires avec beaucoup moins de stress pour les animaux. Au 21e siècle, des livres de dressage ont commencé à apparaître pour d'autres animaux de compagnie, tels que les chats, les oiseaux et les lapins (voir « Lectures complémentaires »).

## Méthode

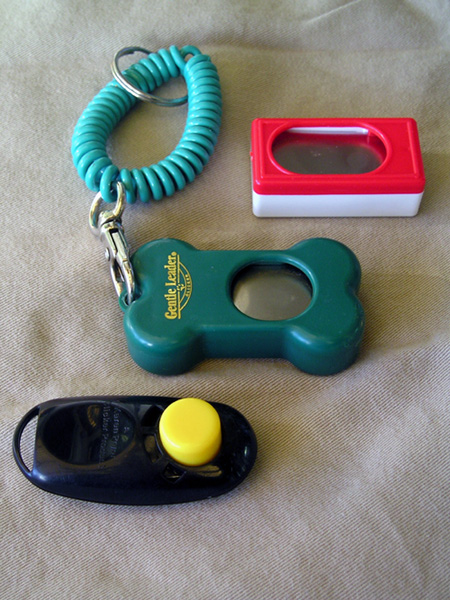
Une sélection de clickers

La première étape du dressage au clicker consiste à apprendre à l’animal à associer le son du clicker (ou un autre marqueur choisi comme un sifflet)  à une friandise. À chaque clic, une friandise est immédiatement offerte.
Ensuite, le clic est utilisé pour signaler qu’un comportement souhaité s’est produit. Certaines approches  sont :
- capturer : surprendre l'animal en train de faire quelque chose qui est désiré, par exemple s'asseoir ou se coucher. Finalement, l’animal apprend à répéter le comportement pour une friandise.
- façonner : construire progressivement un nouveau comportement en récompensant chaque petit pas vers celui-ci.
- Leurer : utiliser la friandise comme un aimant pour amener l'animal à se déplacer vers la position souhaitée.
- cible: utiliser un objet, que l’animal doit venir toucher ou simplement suivre afin de le mettre dans les positions que l’on désire.

Une fois le comportement appris, l’étape finale consiste à ajouter un signal sur le comportement, comme un mot ou un signe de la main. L'animal aura appris qu'une friandise est en route après avoir terminé le comportement souhaité.
La base d’un entraînement efficace au clicker est un timing précis pour délivrer le renforcement conditionné au même moment où le comportement souhaité est proposé. Le clicker est utilisé comme « pont » entre le marquage du comportement et la récompense avec un renforçateur primaire tel qu'une friandise ou un jouet. Le comportement peut être suscité par « l'attrait », où un geste de la main ou une friandise est utilisé pour inciter le chien à s'asseoir, par exemple ; ou par « le façonnage », où des approximations de plus en plus proches du comportement souhaité sont renforcées ; et par « la capture », où l'offre spontanée du comportement par le chien est récompensée. Une fois qu'un comportement est appris et qu'il est exécuté sur commande, le clicker et les friandises disparaissent progressivement.

## Les différentes punitions
Selon le dresseur de chiens Jonathan Philip Klein, le dressage au clicker enseigne les comportements souhaités en les récompensant lorsqu'ils se produisent, et non en utilisant des punitions,,.
Le clicker training utilise presque exclusivement des renforcements positifs.
 Le terme [purement positif] implique que les adeptes du clicker n'utilisent aucun aversif. L'extinction, c'est-à-dire ignorer un comportement et ne pas lui offrir de récompense, et la punition négative (P-) sont les seules punitions utilisées par les adeptes du clicker, et elles sont, contrairement à ce que l’on peut croire, bel et bien aversives. L'extinction est tout aussi aversive que la punition, parfois même plus. Toutes les aversités ne se valent pas. Certaines sont légères, d'autres plus graves
Certains dresseurs (qui n'utilisent pas le renforcement positif mais le renforcement négatif) utilisent des marqueurs de non-récompense (NRM). Certains disent « non » ou émettent des sons de « buzzer ». Certains utilisent des punitions physiques légères comme des jets d'eau ou de citronnelle, ou des pièges sonores. Ces punitions ont pour but de supprimer les comportements non désirés. Or avec le renforcement positif on cherche à multiplier les comportement désirés au point ou le chien n'a même plus envie ni le temps d’exercer les comportement non désirés.  
Certains attribuent au dresseur Gary Wilkes le mérite d'avoir introduit le clicker training pour chiens auprès du grand public, mais la psychologue comportementale Karen Pryor a été la première à diffuser l'idée avec ses articles, ses livres (dont Don't Shoot the Dog ) et ses séminaires[réf. nécessaire]. Wilkes a rejoint Pryor très tôt avant de se lancer en solo[réf. nécessaire]. Wilkes écrit que « Aucune méthode de formation n'est « entièrement positive ». Par définition scientifique, la suppression d'une récompense désirée est une « punition négative ». Donc, si jamais vous refusez une friandise ou utilisez un temps mort, par définition, vous êtes un dresseur « négatif » qui utilise la « punition ', où  « négatif » indique que quelque chose a été supprimé et « punition » indique simplement qu'il y a eu une réduction du comportement (contrairement à l'utilisation courante de ces termes).